# Olympische goden
De Olympische goden, (Oudgrieks: τὸ Δωδεκάθεον, tò Dōdekátheon, de twaalf goden of δώδεκα, dôdeka, twaalf, of Olympiërs Ὄλυμπίοι, Ólympíoi,) zijn de godheden uit de Griekse mythologie, die op de berg Olympus, Ὄλυμπος, woonden. Plato verbond hen ook met de twaalf maanden, en stelde voor dat de laatste maand aan Hades en de geesten van de doden zou worden gewijd, wat betekent dat hij Hades tot de Twaalf Olympiërs rekende. Hades werd in latere varianten van de Twaalf omwille van zijn chtonische rol als Heerser van de Onderwereld meer en meer buiten de Twaalf gerekend. Plato verbindt in zijn Phaedrus de Twaalf ook met de dierenriem, hierbij Hestia uit hun rangen sluitend.

## Olympiërs
1. Zeus, ο Δίας - oppergod, god van het hemelrijk, de lucht en het weer en de donder
2. Poseidon, Ποσειδώνας - god van de zeeën, aardbevingen en paarden
3. Athena, Αθήνα - godin van de wijsheid, techniek en de krijgskunst
4. Hera, Ήρα - godin van het huwelijk en het gezin
5. Demeter, Ο μετρητής - godin van de landbouw en het graan
6. Aphrodite, Αφροδίτη - godin van de liefde en de schoonheid
7. Hestia, Εστία - godin van de huiselijkheid en het haardvuur
8. Apollo, Απόλλων - god van het licht, de zon, de muziek, de schone kunsten, de geneeskunst, de boogschutters en het Orakel van Delphi
9. Artemis, Άρτεμις - godin van de jacht, de bossen en de maan, en godin voor de zwangere vrouw
10. Hephaistos, Ήφαιστος - god van de smeedkunst, de vulkanen en het vuur
11. Ares, Άρης - god van de oorlog
12. Hermes, Ερμής - god van de handel, boodschapper der goden en beschermer van de dieven, de reizigers en de onderwereld

## Onderwereld
- Hades, άδης - god van de onderwereld
- Persephone, Περσεφόνη - godin van de lente en koningin van de onderwereld
- Hekate, Εκάτη  - begeleidster van Persephone in de onderwereld, godin verbonden met hemel, aarde en zee, godin van grenzen, magie en kruispunten
- Charon, Χάροντας - veerman van de Onderwereld, die de zielen van de doden over de rivier de Styx vervoert

## Overige goden
De volgende goden en godinnen worden meestal niet als Olympiërs geteld maar hadden wel nauwe banden met hen.
- Aeolus - god van de winden
- Amphitrite - koningin van de zeeën, echtgenote van Poseidon
- Anemoi - goden van de vier winden: Boreas, voor het noorden), Notos: zuiden), Zephyros: westen en Euros: oosten
- Aura - godin van koele briesjes en frisse lucht[4][5]
- Bia - godin, die geweld personifieert
- Chione - godin van de sneeuw
- Circe - lagere Godin van magie, niet te verwarren met Hekate, een dochter van Helios
- Deimos - god van Terreur, broer van Phobos
- Dione - Okeanide, volgens Homerus moeder van Aphrodite bij Zeus
- Dionysos - god van de wijn
- Eileithyia - godin van geboorte, dochter van Zeus en Hera
- Enyo - godin verbonden met oorlogsvoering, metgezellin van Ares
- Eos - Titaan die de dageraad personifieert
- Eris - godin van ruzie
- Eros - god van seksualiteit en begeerte
- Ganymedes - wijnschenker van Zeus, Trojaanse prins, die door hem werd ontvoerd omdat hij zich aan kinderen had vergrepen
- Gratiën - godinnen van schoonheid en gezellen van Aphrodite en Hera
- Harmonia - godin van harmonie en samenwerking, tegendeel van Eris, dochter van Aphrodite en Ares
- Hebe - godin van de Jeugd, derde vrouw van Herakles, na zijn apotheose, dochter van Zeus en Hera. Ze wordt in bepaalde lijsten eveneens als Olympische genoemd.
- Helios - Titaan, die de zon personifieert
- Herakles/Hercules - zoon van Zeus en de sterfelijke Alkmene, een held die Twaalf Werken uitvoerde en als beloning werd vergoddelijkt en op Olympus mocht wonen. Hij wordt soms Olympiër genoemd, maar het is onduidelijk of hij werkelijk tot de Twaalf behoorde. Hij bewaakte de Poorten van Olympus.
- Horen – godinnen van de seizoenen en het verloop van de tijd
- Hypnos - god van de slaap
- Iris - Godin van roddels en regenbogen, boodschapster van de goden samen met Hermes
- Kratos - god die kracht personifieert
- Leto - Titaanse godin, moeder van Apollo en Artemis bij Zeus
- Mnemosyne - Titaanse godin van het geheugen, moeder van de Mousai bij Zeus
- Moirae - de drie schikgodinnen die het lot bedelen, zelfs Zeus is aan hun beslissingen gebonden
- Morpheus - god van dromen
- Muzen - negen godinnen van de kunsten en de wetenschappen, dochters van Zeus. Zij staan onder leiding van de god Apollo.
- Nemesis - godin van wraak en gerechtigheid
- Nikè - godin van de overwinning
- Nyx - oergod van de nacht
- Pan - god van de Wildernis, oorspronkelijk een sater
- Perseus - held en halfgod die Medusa doodde, een zoon van Zeus die Mykene en de Perseïdische dynastie stichtte
- Phobos - god van de angst, broer van Deimos
- Rhea - Titaanse godin, de moeder van Zeus, Poseidon, Hades, Hera, Demeter en Hestia bij Kronos
- Selene - Titaanse godin die de Maan personifieert, zus van Eos en Helios
- Styx - godin die de rivier de Styx in de onderwereld personifieert
- Thanatos - god die de dood personifieert
- Triton - zeegod, boodschapper van de zeeën, zoon van Poseidon en Amphitrite
- Tyche - godin van geluk
- Tethys - Titaanse godin van de zee
- Zelus - god van toewijding

## Afbeeldingen

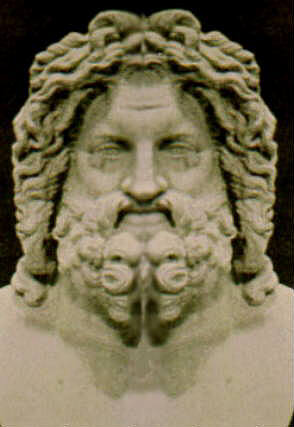
Zeus
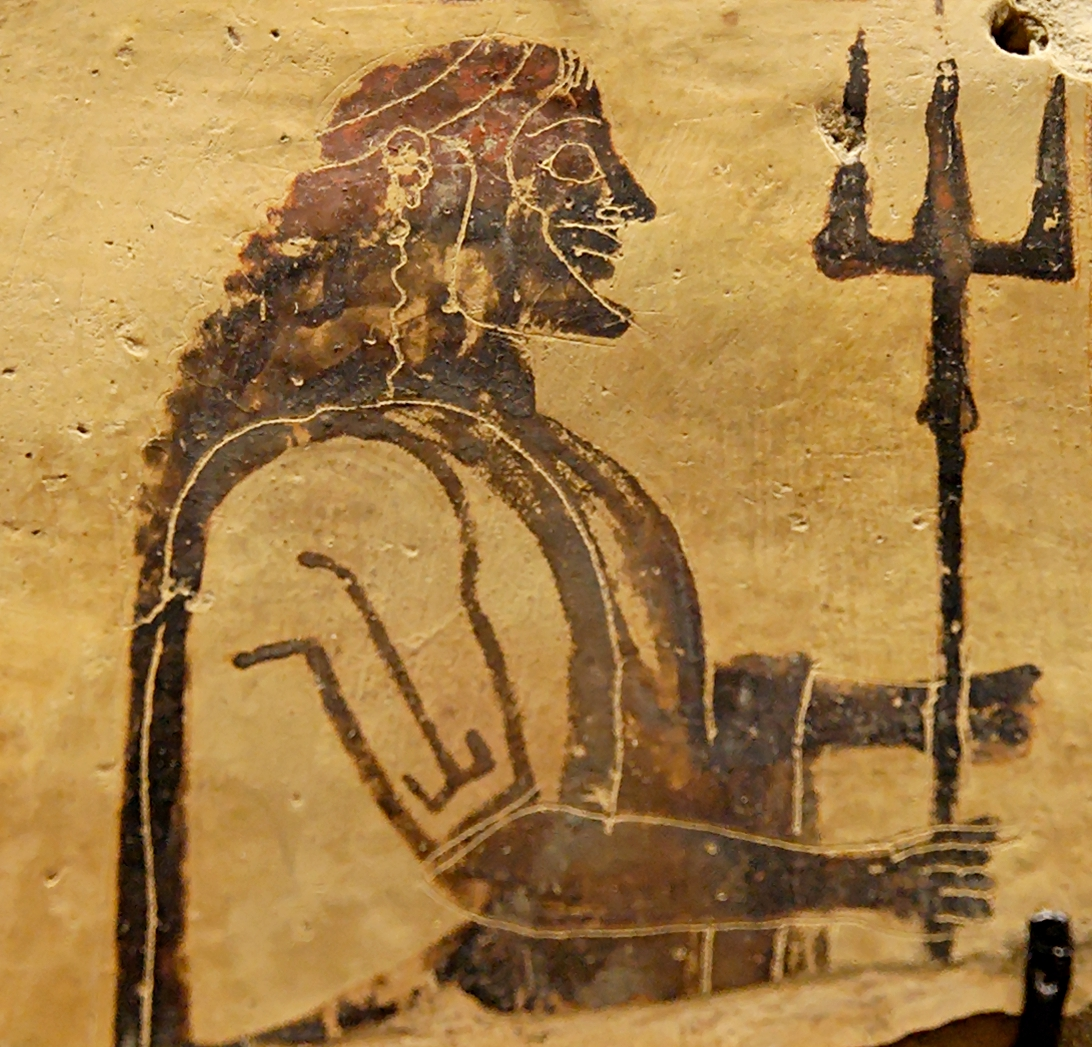
Poseidon
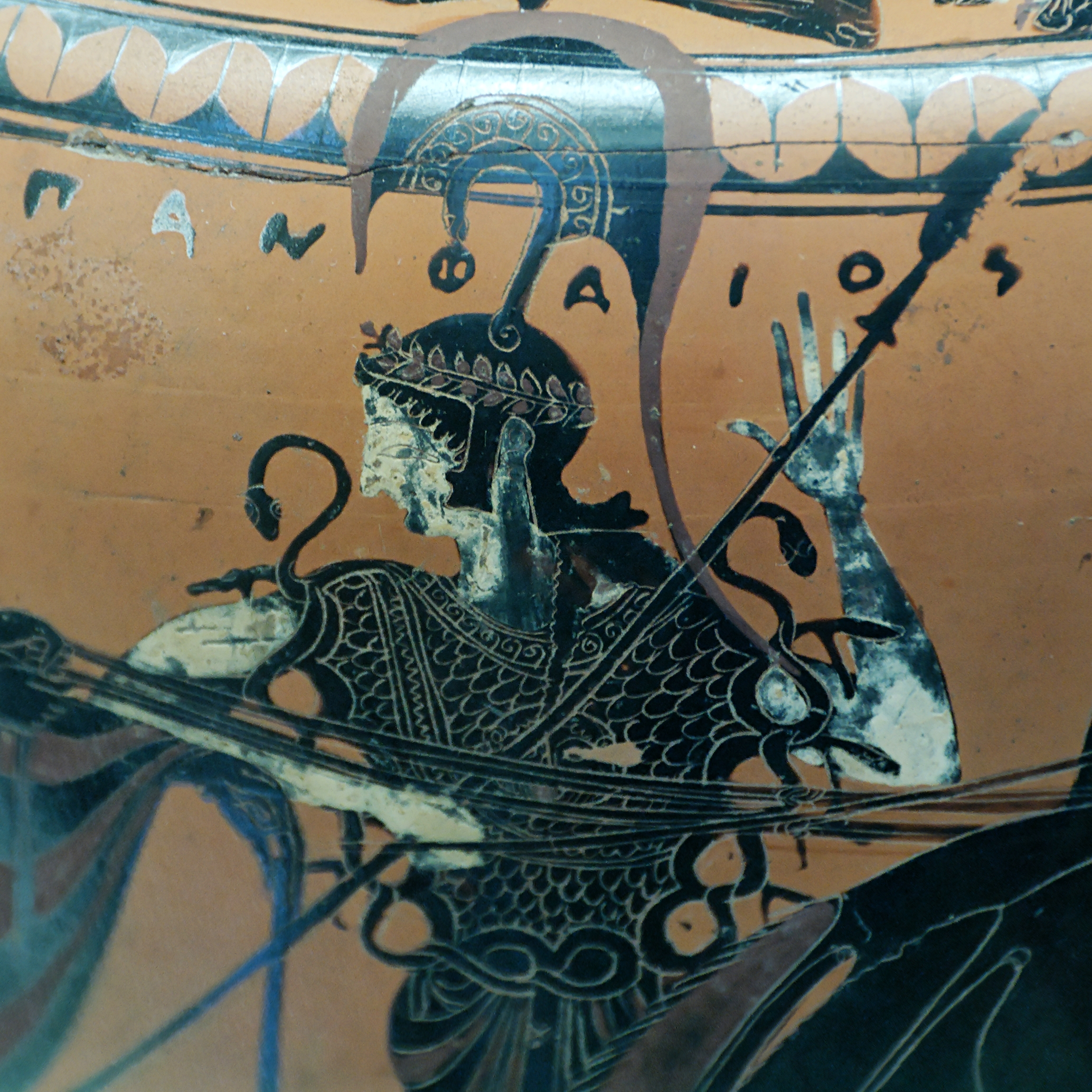
Athena
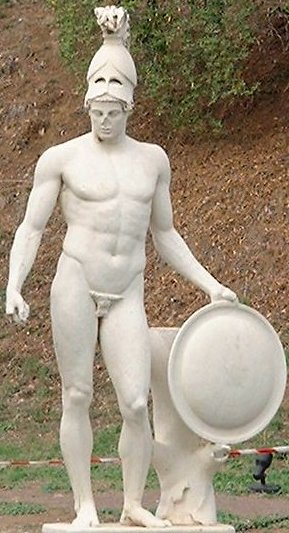
Ares
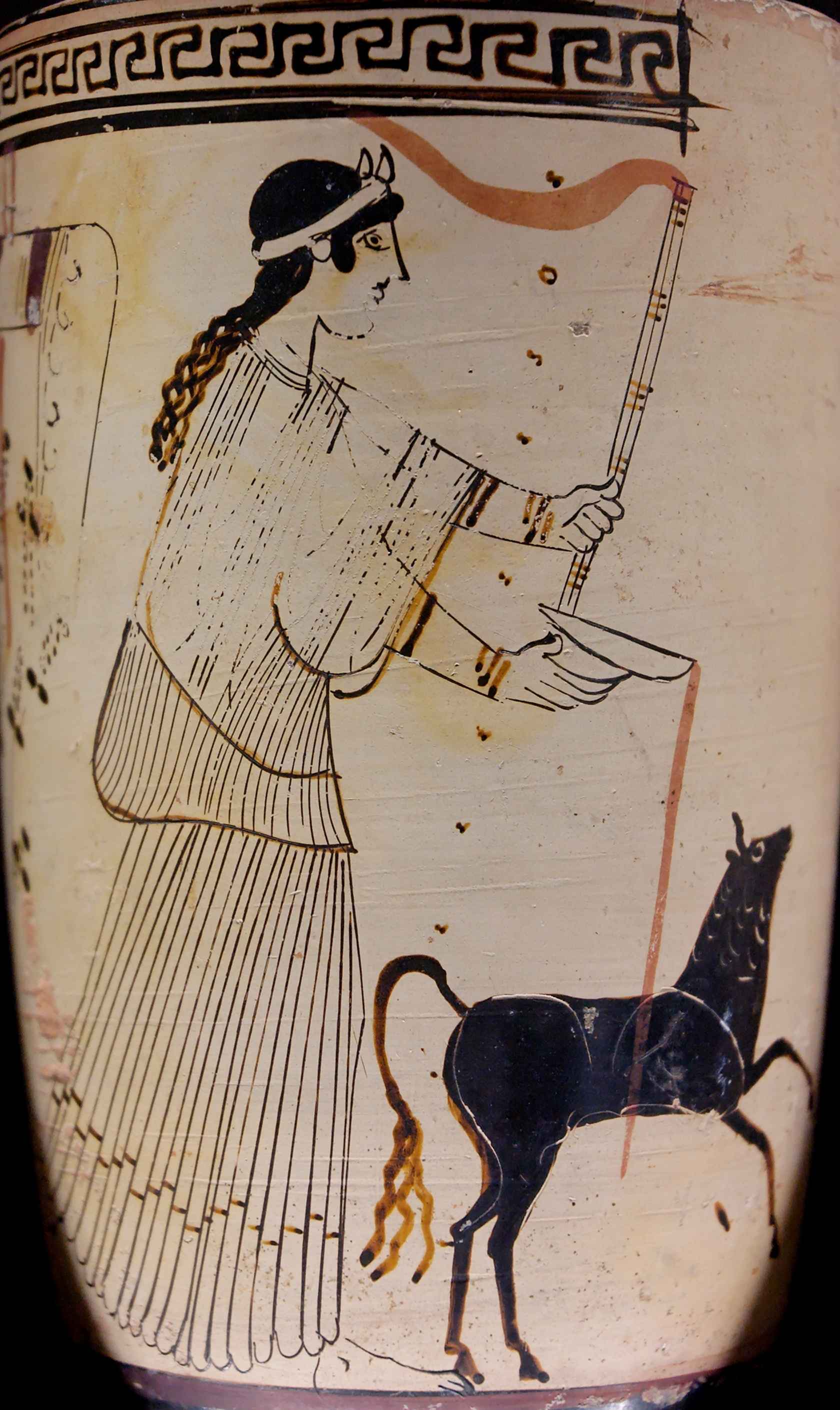
Artemis
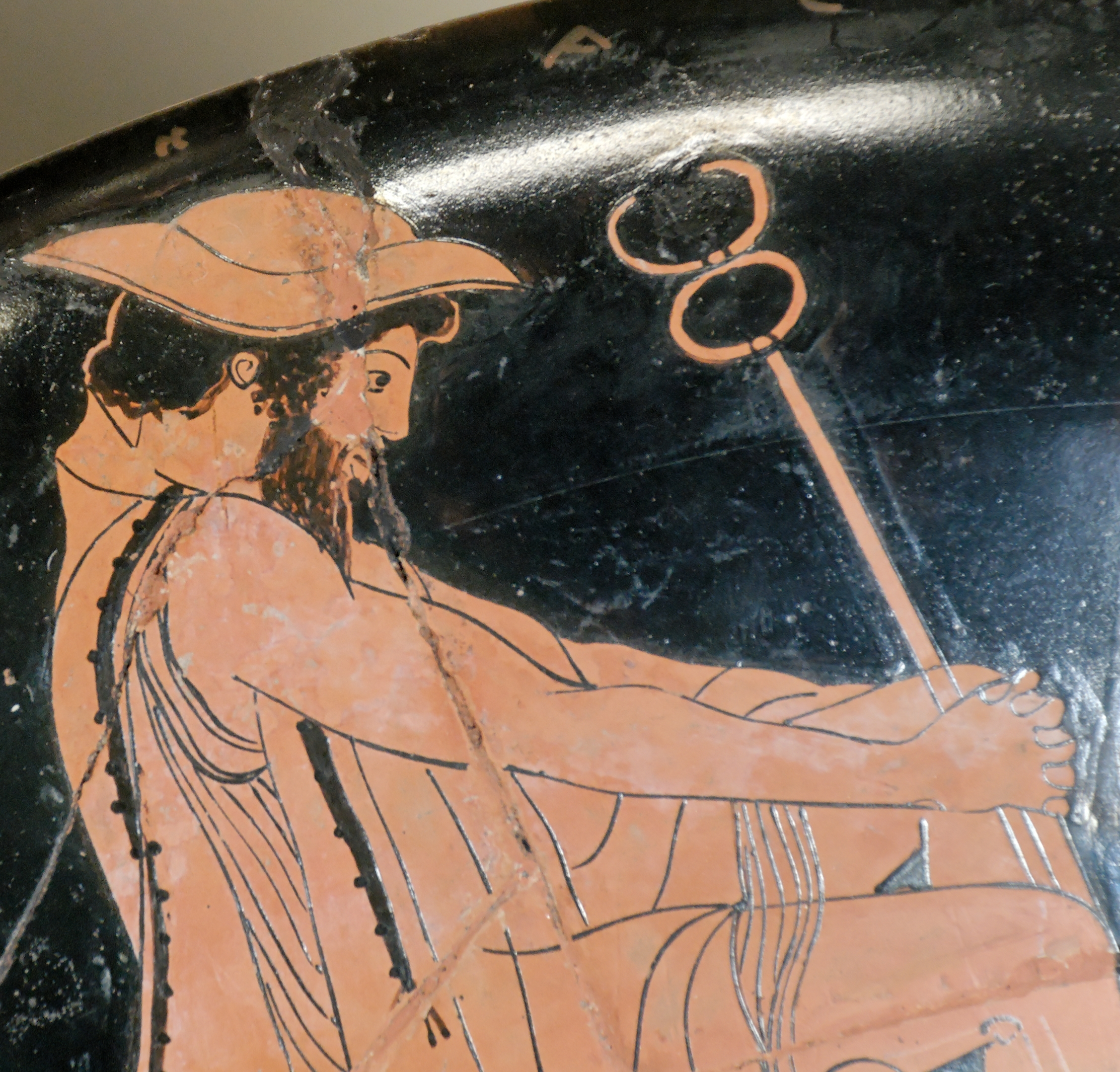
Hermes
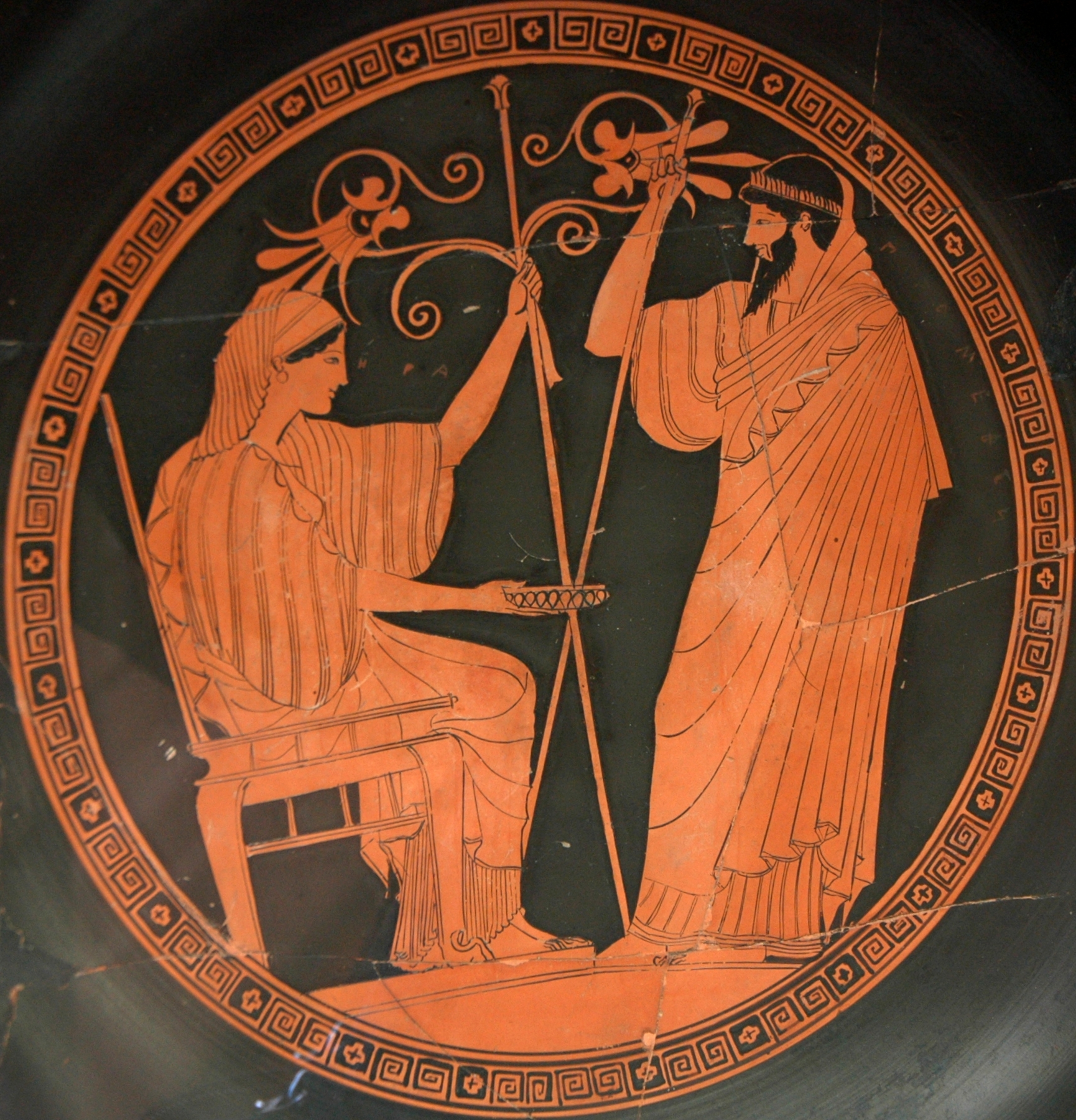
Hera
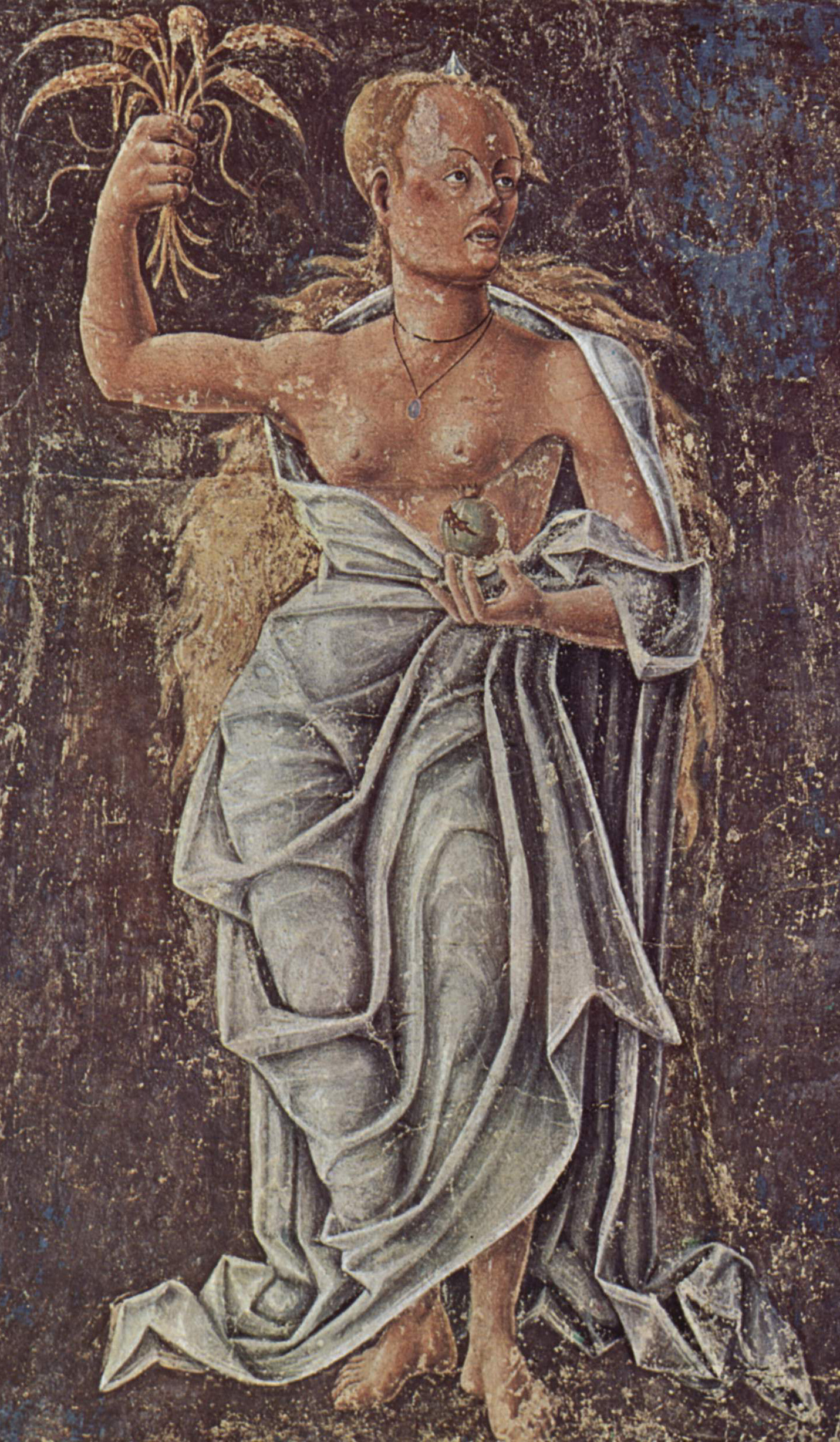
Demeter
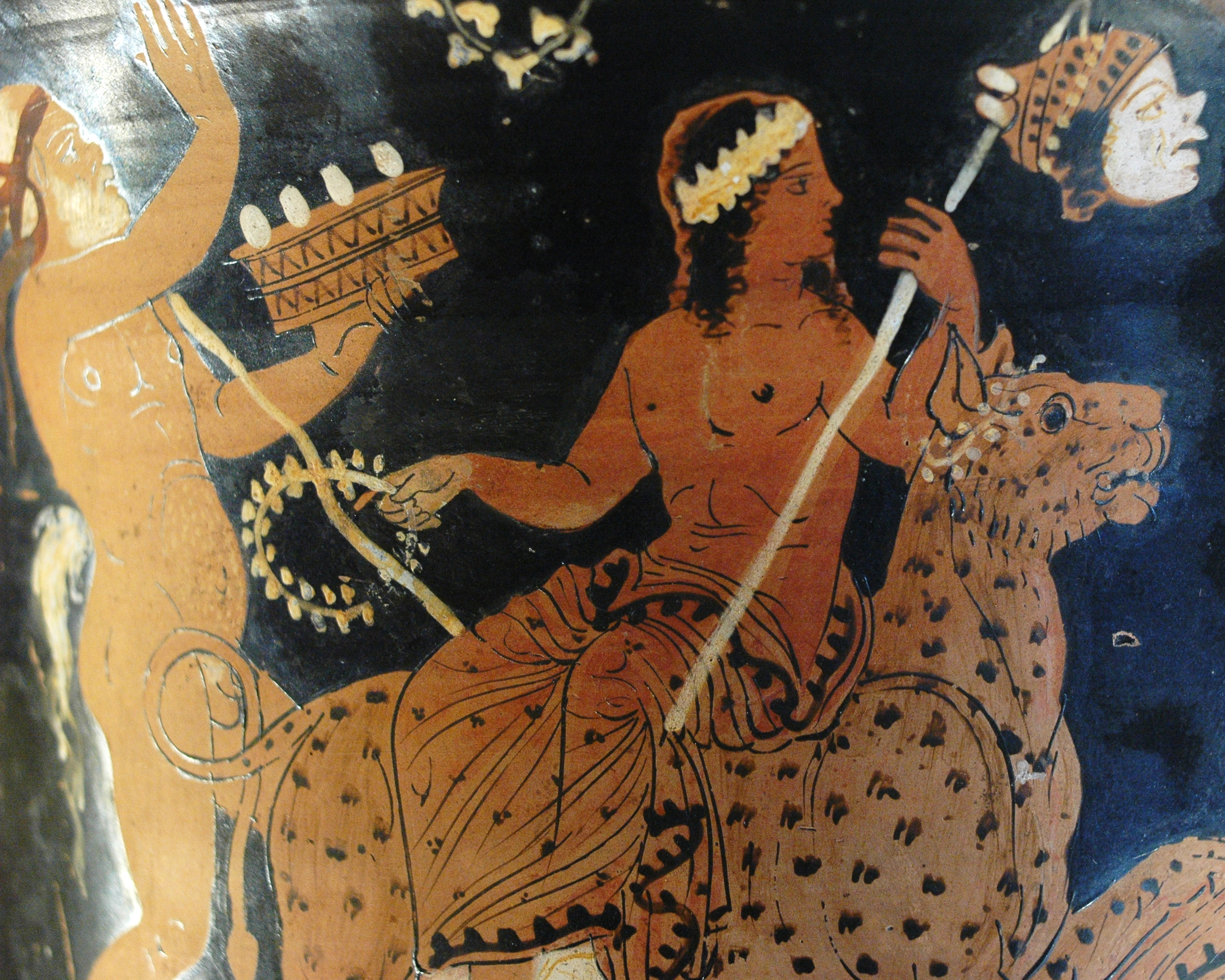
Dionysos